# Ivan Ordets
Ivan Ordets (Volnovaja, 8 de julio de 1992) es un futbolista ucraniano que juega en la demarcación de defensa y se encuentra sin equipo tras abandonar el VfL Bochum.

## Selección nacional
Tras jugar en distintas categorías inferiores de la selección, el 22 de mayo de 2014 hizo su debut con la selección de fútbol de Ucrania en un encuentro amistoso contra Níger que finalizó con un resultado de 2-1 a favor del combinado ucraniano tras un gol de Taras Stepanenko y otro del propio Ordets para Ucrania, y de Oumarou Balé para Níger.

## Clubes
| Club                  | País     | Año       | Partidos | Goles |
| --------------------- | -------- | --------- | -------- | ----- |
| FC Shakhtar-3 Donetsk | Ucrania  | 2009      | 21       | 4     |
| FC Mariupol (cedido)  | Ucrania  | 2011-2014 | 40       | 3     |
| FC Shakhtar Donetsk   | Ucrania  | 2014-2019 | 99       | 4     |
| FC Dinamo Moscú       | Rusia    | 2019-2022 | 67       | 5     |
| VfL Bochum            | Alemania | 2022-2025 | 82       | 1     |